# San Mateo de Gállego
San Mateo de Gállego – gmina w Hiszpanii, w prowincji Saragossa, w Aragonii, o powierzchni 71,62 km². W 2011 roku gmina liczyła 3158 mieszkańców.